# Teresa Pla Meseguer
Teresa Pla Meseguer, meglio nota come La Pastora alias Teresot, Florencio o Durruti (Vallibona, 1917 – Olocau, 1º gennaio 2004), è stata una politica, guerrigliera e antifascista spagnola della resistenza anti-franchista.

## Biografia
Nella sua vicenda biografica ha un notevole peso l'ambiguità dell'identità di genere che accompagnò tutta la sua vita: alla nascita, infatti, avvenuta in una famiglia poverissima e numerosa, Teresa Pla Meseguer era affetta da una malformazione genitale. La madre decise di dichiararla all'anagrafe come femmina, al fine di evitare future discriminazioni per l'ambiguità sessuale legata a quello che può essere definito come pseudoermafroditismo. Dal punto di vista biologico, La Pastora, a seguito di indagini genetiche, si è rivelata essere una donna. 3 senza fonte.
Tuttavia, nel libro di Alicia Giménez Bartlett, si legge la relazione dei due medici, ginecologo e urologo, che dichiarano, al punto 1: "Il soggetto esaminato è di sesso maschile", tanto che il 25 marzo 1980 viene accolta la domanda per la rettifica del sesso anagrafico e il cambio del nome da Teresa a Florencio.
La discriminazione e l'ostracismo subiti nell'arcaico ambiente rurale originario, fecero sì che Teresa decidesse di autoescludersi dalla vita sociale, ritirandosi a vivere in montagna dove si diede a condurre un gregge, vestita sempre di un mantello nero.
In qualità di donna, non partecipò alla guerra civile spagnola, ma si diede alla macchia alla fine del conflitto, entrando nel maquis, il movimento di guerriglia e resistenza antifranchista (il maquis). Da quel momento, La Pastora imparò a leggere e scrivere, e optò per l'identità di genere maschile, assumendo il nome di battaglia di Florencio.
Nacque presto la sua leggenda: grazie alla profonda conoscenza della montagna, affinata in tutti quegli anni vissuti in completa solitudine, Florencio riuscì sempre a sfuggire alla cattura finché fu sul territorio spagnolo. La sua libertà, infatti, ebbe fine in territorio andorrano, ma solo a seguito di un tradimento. Condannata a morte nel 1960, non subì la pena capitale, che gli fu commutata in ergastolo. Florencio languì in carcere per 17 anni, fino al 1977, quando ne uscì grazie all'amnistia proclamata dopo la morte di Francisco Franco. Questa sorte contribuì ad accrescerne la leggenda.
Nel 2011, la scrittrice Alicia Giménez-Bartlett ha dedicato alla sua figura il romanzo Donde nadie te encuentre, vincitore del Premio Nadal 2011, tradotto in italiano per Sellerio (Dove nessuno ti troverà, 2011).